# Корнверд
Корнверд (нід. Cornwerd) — село в нідерландській провінції Фрисландія на узбережжі штучного прісного озера Ейсселмер. Входить до муніципалітету Південно-Західна Фрисландія.
Його площа становить 4,50км², а населення станом на 2021 рік складало 80 осіб.
Перша згадка про населений пункт датується 9-им сторіччям.

## Галерея

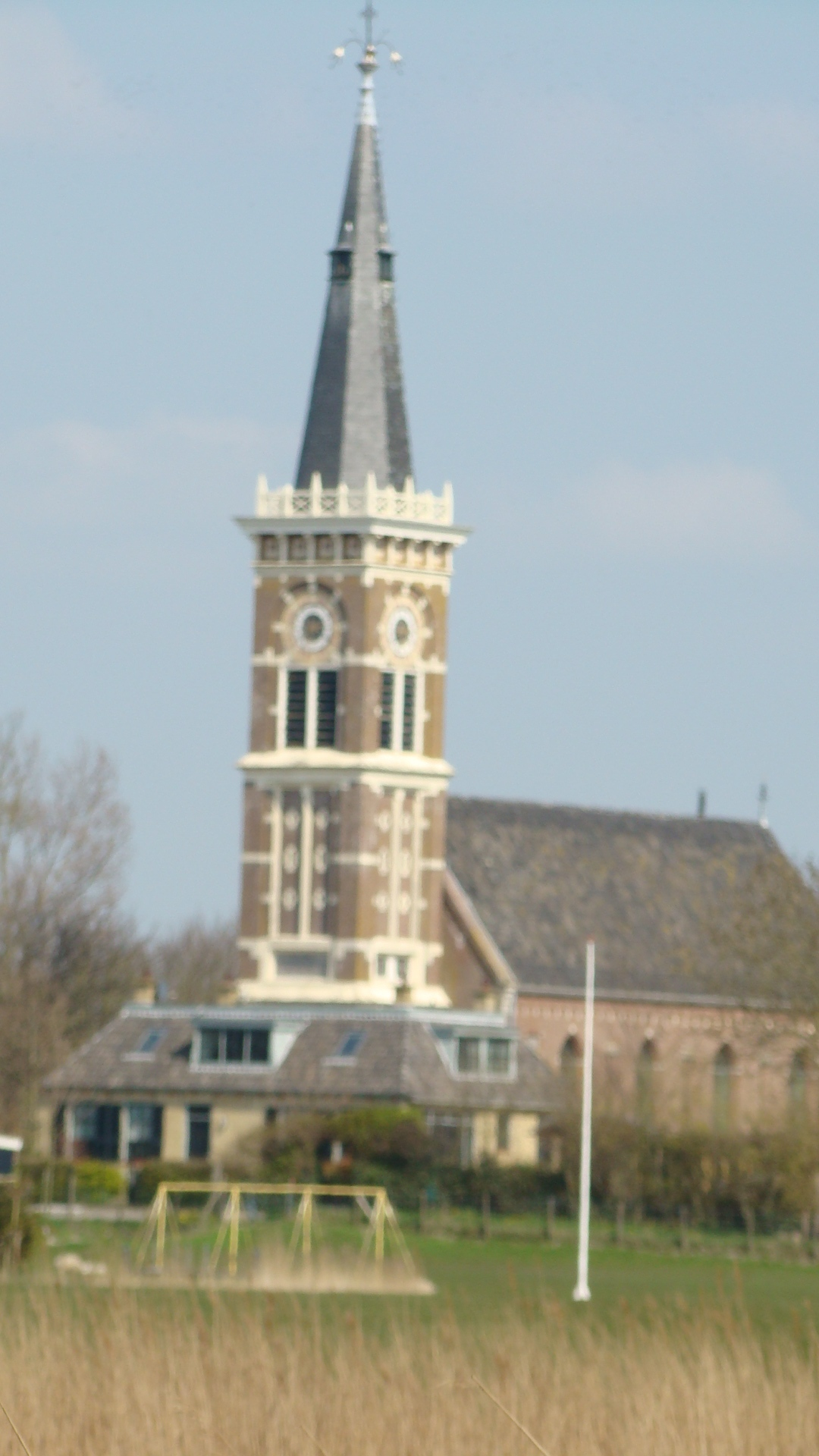
Церква у селі
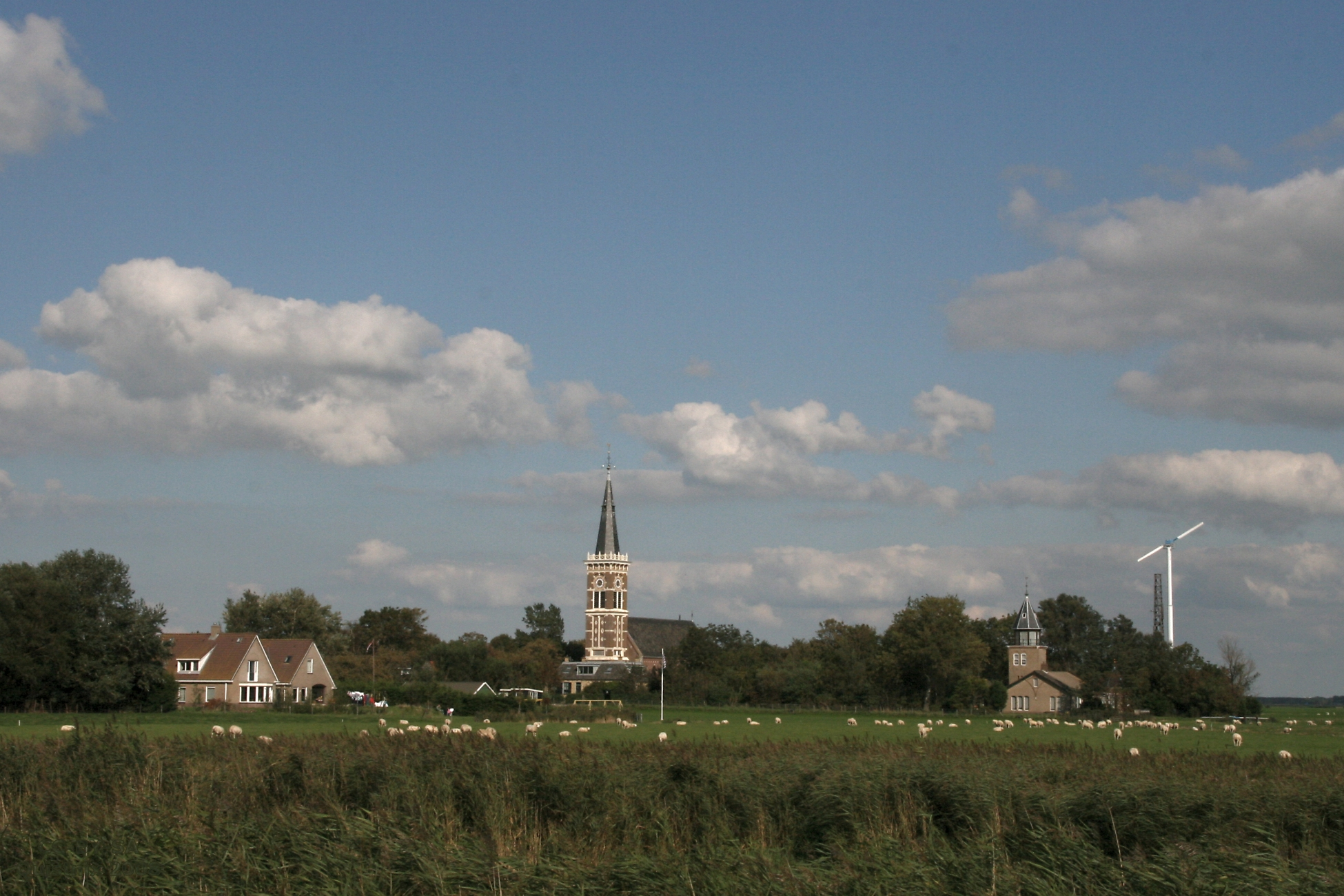
Панорама Корнверда